# Caromb
Caromb (en francès Caromb) és un municipi francès situat al departament de la Valclusa i a la regió de Provença – Alps – Costa Blava.

## Demografia
| 1962                                       | 1968  | 1975  | 1982  | 1990  | 1999  | 2006  |
| ------------------------------------------ | ----- | ----- | ----- | ----- | ----- | ----- |
| 1.763                                      | 1.901 | 2.114 | 2.266 | 2.640 | 3.117 | 3.177 |
| Des de 1962: població sense dobles comptes |       |       |       |       |       |       |

## Administració
| Període   | Identitat            | Partit |
| --------- | -------------------- | ------ |
| 1995-2008 | Jean-François Bonnet |        |
| 2008-     | Léopold Meynaud      |        |